# Malta na Letnich Igrzyskach Paraolimpijskich 2008
Malta na Letnich Igrzyskach Paraolimpijskich reprezentował 1 zawodnik.

## Kadra

### Lekkoatletyka
- Antonio Flores